# Coptocephala unicolor
Coptocephala unicolor is een keversoort uit de familie bladkevers (Chrysomelidae). De wetenschappelijke naam van de soort werd in 1845 gepubliceerd door Pierre Hippolyte Lucas als Clythra (Cyaniris) unicolor.